# James Whitley Deans Dundas
James Whitley Deans Dundas, född 4 december 1785, död 3 oktober 1862, var en brittisk sjömilitär.
Dundas blev officer vid 20 års ålder och avancerade småningom till viceamiral. Han erhöll 1852 högsta befälet över brittiska medelhavsflottan. Han organiserade under Krimkriget landsättningen av trupperna vid Eupatoria och deltog i Sevastopols belägring. På grund av sin ålder kunde han dock inte hantera situationen och fick 1855 avgå. År 1857 utnämndes han till amiral, men kom aldrig i tjänst som sådan.